# Дробыш, Виктор Яковлевич
Ви́ктор Я́ковлевич Дро́быш (род. 27 июня 1966, Колпино, Ленинград) — российский композитор и музыкальный продюсер, заслуженный артист России (2010).
Один из композиторов песни «Party for Everybody» в исполнении «Бурановских бабушек», которые заняли 2-е место на «Евровидении 2012». Сотрудничает с Валерией, Кристиной Орбакайте, Григорием Лепсом, Стасом Пьехой, Настей Самбурской, Николаем Носковым.
В сентябре 2017 года стал музыкальным продюсером проекта «Новая Фабрика Звёзд», стартовавшем на телеканале «Муз-ТВ».

## Биография
Родился 27 июня 1966 года в Колпино, Ленинград, в семье выходцев из Белоруссии. Окончил музыкальную школу, музыкальное училище, консерваторию им. Н. А. Римского-Корсакова по классу фортепиано. Виктор учился в школе № 467 с 1973 по 1981 год. В то же время ходил и в детскую музыкальную школу.
В конце 1980-х — начале 1990-х годов играл на клавишных в группах «Союз» и «Санкт-Петербург — 2». Принимал участие в создании группы «Lost and found» (впоследствии переименованной в «Пушкинг»).
С 1996 года работал в Германии в качестве продюсера с такими коллективами, как «Culture Beat» и «No Angels». Первой серьёзной работой в Европе стал проект «BG The Prince Of Rap», который достиг в немецких хит-парадах первых мест. После переехал жить в Финляндию, где создал дуэт «Pets».
Параллельно являлся вице-президентом российско-финской радиостанции «Sputnik», петербургская студия которой впоследствии стала «Радио Монте-Карло Петербург».
Немецкая звукозаписывающая компания «Edel Records» вручила Дробышу «Золотой диск» за композицию «DaDiDam», исполненную дуэтом «Pets».
Позже, когда Дробыш возвратился в Россию, песню «DaDiDam» в 2002 году записала и исполнила Кристина Орбакайте, но уже на русском языке, а песню группы «Pets» — «Run Baby Run» исполнила Валерия под названием «Розовый туман» (2003 год, CD «Страна любви»).
Широкую известность получили такие работы композитора, как:
- «All My Love», исполненная Кристиной Орбакайте на Всемирной Музыкальной Премии «World Music Awards» в Монте-Карло в мае 2002 года;
- «Любовь, которой больше нет», получившая национальную музыкальную премию «Золотой граммофон» в 2002 году (в декабре 2003 года Дробыш был отмечен за неё премией «Песня года») в исполнении Кристины Орбакайте и Авраама Руссо;
- «Просто любить тебя», ставшая хитом Кристины Орбакайте и Авраама Руссо;
- Хит Валерии «Часики», за которую Дробыш также получил премию «Золотой граммофон» в 2003 году.

### Фабрика звёзд
В 2004 году Виктор Дробыш принял участие в качестве сопродюсера в музыкальном телепроекте Первого канала «Фабрика звёзд 4».
В августе 2004 года был создан «Продюсерский центр Виктора Дробыша», занявшийся творческим продвижением выпускников «Фабрики звёзд 3»: групп «Тутси», «К. Г. Б.», а также таких исполнителей, как Юлия Михальчик, Наталья Подольская и Стас Пьеха.
В 2006 году Дробыш стал музыкальным продюсером шестого сезона телепроекта «Фабрика звёзд», а также генеральным продюсером «Национальной музыкальной корпорации», которая занимается продюсированием таких артистов, как Стас Пьеха, Марта, Наталья Подольская, Юлия Михальчик, Зара, Согдиана, Иванна, Алексей Хворостян, Прохор Шаляпин, Александр Киреев, а также групп «Тутси», «К. Г. Б.», «Челси» и «Ultrафиолет».

### Скандал с Трэш-шапито КАЧ
14 апреля 2007 года на музыкальном фестивале журнала «Fuzz» петербургской рэп-группой «Трэш-шапито КАЧ» была исполнена композиция «Подвиг», в которой прозвучала фраза «Витя Дробыш, со*и, уёб**ш». Виктор Дробыш подал в суд на лидера группы Сергея «Masterboy» Смирнова за оскорбление (ч. 2 ст. 130 УК РФ). В своих постах на «Live Journal» обвиняемый не признал свою вину и прокомментировал судебный процесс. Однако суд признал Смирнова виновным и обязал его выплатить Дробышу 50 тысяч рублей.

### Ты супер!
11 февраля 2017 года стал одним из членов жюри детского международного вокального проекта «Ты супер!» на телеканале НТВ.

### Новая Фабрика Звёзд
В сентябре 2017 года стал музыкальным продюсером проекта «Новая Фабрика Звёзд», стартовавшем на телеканале «Муз-ТВ».

### Маска
7 мая 2023 года принял участие в специальном выпуске шоу «Маска» на НТВ в честь дня рождения Валерии, где скрывался в образе Панды.

## Нарушение авторских прав и плагиат
Неоднократно обвинялся в нарушении авторских прав и плагиате.
16 июня 2020 года в Таганском районном суде города Москвы было рассмотрено дело о признании права авторства на произведение, прекращении нарушения прав, публикации решения суда о допущенном нарушении, взыскании компенсации за нарушение исключительного права на произведение, а также компенсации морального вреда. Истцом выступала поэтесса Анастасия Рыбачук. Виктор Дробыш проходил по делу в качестве ответчика. В ходе рассмотрения Виктор Дробыш признался в сознательном нарушении исключительных прав.
24 ноября 2020 года определением судебной коллегии Московского городского суда Виктор Дробыш, согласно тексту постановления, признан виновным в многократном продолжаемом нарушении исключительных прав, осуществлённых сознательно с грубым и очевидным нарушением требований закона об использовании результата интеллектуальной деятельности, о чём ему [Дробышу] было заранее известно. Суд также признал Виктора Дробыша организатором незаконной переработки произведения, незаконного использования охраняемого законом результата интеллектуальной деятельности. Суд обязал Виктора Дробыша выплатить в пользу истца компенсацию, а также возместить расходы по оплате государственной пошлины, расходы по оплате услуг представителя, расходы на нотариальные услуги.

## Хобби
Активный поклонник хоккея с шайбой, регулярно принимает участие в товарищеских и благотворительных матчах по хоккею вместе с ветеранами спорта, актёрами и музыкантами. Болельщик ХК «Динамо» Москва, состоит в попечительском совете клуба.

## Премии и награды
- Заслуженный артист Российской Федерации (29 декабря 2010 года) — за заслуги в области искусства[1].
- Орден Франциска Скорины (23 октября 2015 года, Белоруссия) — за преданность родной земле, высокий уровень творчества, значительный личный вклад в развитие и укрепление белорусско-российских культурных связей[17][18].

## Список произведений
| Princessa Avenue - «Девчонка» (январь-декабрь 2009) - «Слеза» (январь-декабрь 2009) - «Ирония любви» (январь-декабрь 2010) Авраам Руссо - «Любовь, которой больше нет» (январь-декабрь 2002) (дуэт с Кристиной Орбакайте) - «Просто любить тебя» (январь-декабрь 2003) (дуэт с Кристиной Орбакайте) - «Знаю» (январь 2003—декабрь 2004) - «Через любовь» (январь-декабрь 2006) (дуэт с Иванной) - «Нежная, грешная» (январь-декабрь 2011) - «Цвет любви» (январь-декабрь 2011) - «На твоей волне» (январь-декабрь 2012) Александр Коган - «Как хочу, так тебя и люблю» (январь-декабрь 2012) - «Кто придумал мир» (январь-декабрь 2013) - «Кто кого бросил» (январь-декабрь 2013) - «Я жду звонка» (январь-декабрь 2014) - «Счастье» (январь-декабрь 2016) Александр Розенбаум - «Любовь на бис» (январь-декабрь 2011) (дуэт с Зарой) Алексей Хворостян - «Я служу России» (январь-декабрь 2006) - «Падали, но поднимались» (январь-декабрь 2007) Ангина - «Кому какое дело» (январь-декабрь 2004) Бурановские бабушки - «Party for Everybody» (январь-декабрь 2012) Валерия - «Перелей вода» (январь-декабрь 2003) - «Часики» (январь-декабрь 2003) - «Была любовь» (январь-декабрь 2003) - «Радуга-дуга» (январь-декабрь 2003) - «Чёрно-белый цвет» (январь-декабрь 2003) - «Ты пришёл» (январь-декабрь 2003) - «Розовый туман» (январь-декабрь 2003) - «Обо мне вспоминай» (январь-декабрь 2003) - «Страна любви» (январь-декабрь 2003) - «Ты грустишь» (январь-декабрь 2004) (дуэт со Стасом Пьехой) - «Ключики» (январь-декабрь 2005) - «Расставание» (январь-декабрь 2005) (дуэт со Стасом Пьехой) - «Нежность моя» (январь-декабрь 2006) (в соавторстве с сыном Валерием Дробышем) - «От разлуки до любви» (январь-декабрь 2006) - «Просто так» (январь-декабрь 2006) - «Ты поймёшь» (январь-декабрь 2006) - «Танец для двоих» (январь-декабрь 2006) - «Мой любимый» (январь-декабрь 2014) - «Сердце из стекла» (январь-декабрь 2014) (дуэт с Русланом Алехно) - «Тело хочет любви» (январь-декабрь 2016) - «Любовь не продаётся» (январь-декабрь 2016) (дуэт с Кристиной Орбакайте) Виктор Салтыков - «Берега любви» (январь-декабрь 2004) (дуэт с Татьяной Овсиенко) Владимир Пресняков-младший - «Ты со мной» (январь-декабрь 2009) (дуэт с Натальей Подольской) Григорий Лепс - «Я тебе не верю» (январь-декабрь 2007) (дуэт с Ириной Аллегровой) - «Она не твоя» (январь-декабрь 2007) (дуэт со Стасом Пьехой) - «Не жди меня» (январь-декабрь 2008) (дуэт со Славой) - «Я тебя не люблю» (январь-декабрь 2009) - «Криминал» (январь-декабрь 2016) Диана Гурцкая - «Нежная» (январь-декабрь 2003) - «Два сердца» (январь-декабрь 2005) - «Тебя теряю» (январь-декабрь 2013) Джулия Кова - «Подождём под дождём» (январь-декабрь 2004) Женя Малахова - «Мама» (январь-декабрь 2004) - «Клинит» (январь-декабрь 2004) - «Я не ангел» (январь-декабрь 2005) - «Забывай» (январь-декабрь 2005) - «Не обещал» (январь-декабрь 2005) - «Я опять тебя жду» (январь-декабрь 2005) - «Не улетай, любовь!» (январь-декабрь 2005) Зара - «Любовь-красавица» (январь-декабрь 2006) - «Единственный» (январь-декабрь 2006) - «Я умножаю на любовь» (январь-декабрь 2007) - «По краю любви» (январь-декабрь 2008) - «Казалось» (январь-декабрь 2009) - «Любовь на бис» (январь-декабрь 2011) (дуэт с Александром Розенбаумом) - «Я буду нежной» (январь-декабрь 2012) - «Два солнышка» (январь-декабрь 2012) - «Любовь как погода» (январь-декабрь 2012) - «Счастье над землёй» (январь-декабрь 2014) | Ирина Аллегрова - «Я тебе не верю» (январь-декабрь 2007) (дуэт с Григорием Лепсом) - «Первая любовь — любовь последняя» (январь-декабрь 2013) (дуэт со Славой) - «Кино о любви» (январь-декабрь 2016) (дуэт с IVAN) Кристина Орбакайте - «Любовь, которой больше нет» (январь-декабрь 2002) (дуэт с Авраамом Руссо) - «Да-ди-дам» (январь-декабрь 2002) - «Сказка для двоих» (январь-декабрь 2002) - «All My Love» (январь-декабрь 2002) - «Я к тебе не вернусь» (январь-декабрь 2003) - «Просто любить тебя» (январь-декабрь 2003) (дуэт с Авраамом Руссо) - «Свет твоей любви» (январь-декабрь 2003) - «Я не сказала» (январь-декабрь 2003) - «Москва — Санкт-Петербург» (январь-декабрь 2009) - «Любовь не продаётся» (январь-декабрь 2016) (дуэт с Валерией) Лариса Долина - «Обожжённая душа» (январь-декабрь 2006) Марта - «Не держи любовь» (январь-декабрь 2010) Настасья Самбурская - «Плохие мальчики» (январь-декабрь 2016) Николай Носков Наталья Подольская - «Поздно» (январь-декабрь 2004) - «Nobody Hurt No One» (январь-декабрь 2005) - «Ты со мной» (январь-декабрь 2009) (дуэт с Владимиром Пресняковым-мл) Руслан Алехно - «Сердце из стекла» (январь-декабрь 2014) (дуэт с Валерией) Слава - «Попутчица» (январь-декабрь 2004) - «Дорога белая» (январь-декабрь 2005) - «Классный» (январь-декабрь 2005) - «Восьмёрка на нули» (январь-декабрь 2006) - «I Wanna Be The One» (январь-декабрь 2006) - «Не жди меня» (январь-декабрь 2008) (дуэт с Григорием Лепсом) - «Крик души моей» (январь-декабрь 2009) - «Одиночество» (январь-декабрь 2010) - «Я и ты» (январь-декабрь 2011) (дуэт со Стасом Пьехой) - «Люди любят» (январь-декабрь 2011) - «Sex не любовь» (январь-декабрь 2012) - «Расскажи мне, мама» (январь-декабрь 2013) - «Первая любовь — любовь последняя» (январь-декабрь 2013) (дуэт с Ириной Аллегровой) - «Мы теперь одни» (январь-декабрь 2018) (дуэт с Emin) Стас Михайлов - «Если бы не ты» (январь-декабрь 2010) - «Там за горизонтом» Стас Пьеха - «Одна звезда» (январь-декабрь 2004) - «Ты грустишь» (январь-декабрь 2004) (дуэт с Валерией) - «Расставание» (январь-декабрь 2005) (дуэт с Валерией) - «О тебе» (январь-декабрь 2006) - «Она не твоя» (январь-декабрь 2007) (дуэт с Гриогорием Лепсом) - «На ладони линия» (январь-декабрь 2008) - «Я и ты» (январь-декабрь 2011) (дуэт со Славой) - «Старая история» (январь-декабрь 2012) - «Девочка на шаре» (январь-декабрь 2013) Татьяна Овсиенко - «Берега любви» (январь-декабрь 2004) (дуэт с Виктором Салтыковым) - «Забыть тебя» (январь-декабрь 2009) Тина Кароль - «Я всё ещё люблю» (январь-декабрь 2015) Тутси - «Я люблю его» (январь-декабрь 2005) - «Хочешь да, да, да» (январь-декабрь 2005) - «Может быть любовь» (январь-декабрь 2008) Челси - «Чужая невеста» (январь-декабрь 2006) - «Стань моей» (январь-декабрь 2006) - «Я и ты» (январь-декабрь 2006) - «Последний звонок» (слова Дмитрия Панфилова) (январь-декабрь 2006) - «Для тебя» (январь-декабрь 2006) - «Будь звездой» (январь-декабрь 2006) - «Любовь всегда права» (январь-декабрь 2007) (дуэт с Филиппом Киркоровым) - «Россия-Чемпионка» (январь-декабрь 2007) (гимн сборной России на телешоу «Большие гонки») - «SOS» (январь-декабрь 2012) Филипп Киркоров - «Любовь всегда права» (январь-декабрь 2007) (дуэт с группой «Челси») IVAN - «Крест и ладонь» (январь-декабрь 2015) - «Help You Fly» (январь-декабрь 2015) - «Кино о любви» (январь-декабрь 2016) (дуэт с Ириной Аллегровой) Совместно с SHAMAN (Ярослав Дронов) - «РАЗЛУКА-ЛЮБОВЬ» (ноябрь 2021) EMIN - «Мы теперь одни» (январь-декабрь 2018) (дуэт со Славой) |

## Личная жизнь
- Первая жена (1986—2004 гг.) — поэтесса и продюсер Елена Стюф[19][20][21]

-   - Сын Валерий Викторович Дробыш (род. примерно: 1987) — композитор и соавтор отца
    - Четверо внуков — детей Валерия и певицы Александры Гурковой.

  - Сын Иван Викторович Дробыш (род. 4 августа 1999) — барабанщик

- Вторая жена с 21 июня 2008[24] Татьяна Дробыш (род. 18.08.1969)[25], у неё есть сын Антон Нусинов от бывшего супруга бизнесмена Алексея Нусинова[20]

-   - Дочь Лидия Викторовна Дробыш (род. 6 мая 2010)
  - Сын Даниил Викторович Дробыш (род. 15 декабря 2011)